# Kometa
Kometa es una variedad cultivar de ciruelo ( con mezcla de Prunus cerasifera, Prunus simonii, Prunus salicina, y Prunus ussuriensis), de las denominadas "ciruelas rusas" (Prunus rossica), un grupo único de híbridos complejos con grandes frutos dulces, que fue creado por criadores rusos y esta variedad es uno de sus representantes.
Una variedad de ciruela siberiana obtenida en la Federación Rusa por un cruzamiento de 'Skoroplodnaya' x 'Pionerka' antes de 1987. Las frutas con talla de fruto medio a grueso, de forma redondeada, color de piel base amarillo, cubierto de rojo burdeos en el 80% de la superficie del fruto, con numeroso punteado fino de color blanquecino, y pulpa de color amarillo naranja rojo, textura medianamente firme jugosa, y sabor armonioso, más bien dulce que ácido, aromática. Tolera las zonas de rusticidad según el departamento USDA, de nivel 1 a 3.

## Sinonimia
- "Ciruela cereza Kometa"
- "Russian Plum Kometa",
- "Prunus rossica Kometa",
- "Prunus cerasifera Kometa".[4]

## Historia
'Kometa' variedad de ciruela, un híbrido interespecífico de ciruela cereza (Prunus cerasifera), ciruela japonesa (Prunus salicina), ciruela ussuriana (Prunus ussuriensis) y ciruela china (Prunus simonii), se obtuvo como resultado del cruce de "Parental Madre" 'Skoroplodnaya' x polen como "Parental Padre" de 'Pionerka' (Prunus cerasifera x Prunus salicina). Siendo obtenida en la Federación Rusa por GV Jeremin y SN Zabrodina,  a finales del siglo  XX  1987, en el "Instituto Tecnológico y de Fitomejoramiento de Plantas de toda Rusia de Horticultura".
'Kometa' es una de las denominadas "ciruelas siberianas", muy temprana, destinada principalmente a las zonas de cultivo del norte con inviernos fríos y primavera inestable. Valioso por su adaptabilidad, alta resistencia a las heladas y muy buena resistencia a las enfermedades fúngicas.

## Características
'Kometa' árbol medio y vigor débil, corona ovalada, medianamente densa. Variedad es parcialmente autofértil,  un polinizador adecuado es otra variedad de ciruela rusa. Las flores florecidas y los frutos pequeños son resistentes a las heladas ligeras. Productividad alta, estable y regular, la fructificación comienza muy temprano.
'Kometa' tiene una talla de fruto medio a grueso, de forma ovalada, peso promedio 40 g, sutura definida; epidermis tiene un color base amarillo, cubierto de rojo burdeos en el 80% de la superficie del fruto, con numeroso punteado fino de color blanquecino; pulpa de color amarillo naranja rojo, textura medianamente firme jugosa, y sabor armonioso, más bien dulce que ácido, aromática.
Hueso semi adherente, pequeño, elíptico, aplanado, surcos poco marcados, superficie rugosa.
Su tiempo de recogida de cosecha se inicia en su maduración muy temprana en la tercera decena de junio. Rendimiento alto, estable y regular, inicio temprano. Resistencia a enfermedades y heladas alta.

## Usos
Los frutos tienen un alto valor de mercado, no se agrietan y también son aptos para el transporte. La ventaja es que se mantienen bien en el árbol durante mucho tiempo después de la maduración. Son aptos para consumo en fresco y para procesado.

## Susceptibilidades
Resistencia a enfermedades y heladas, la variedad es resistente al marchitamiento.